# Premios INAH
La historia de los Premios INAH se remonta a 1969, cuando el entonces director general, el Dr. Ignacio Bernal, decide otorgar un reconocimiento a los mejores trabajos de investigación en antropología e historia realizados por dos investigadores mexicanos y dos extranjeros. El galardón lleva por nombre Premio “Fray Bernardino de Sahagún”, en honor al ilustre franciscano considerado precursor de la etnografía moderna por sus agudas observaciones sobre la cultura de los antiguos pobladores del territorio mexicano.
Un año después de su primera emisión los galardones fueron suspendidos durante quince años y, es hasta 1985, que siendo director general del Instituto el Dr. Enrique Florescano, se reinstauran los Premios INAH. Este contexto de fortalecimiento se refleja en la diversidad temática de los galardones, en donde puede reconocerse la amplitud de las disciplinas y áreas de trabajo del Instituto.
Así, desde 1985 los premios anuales cubren la investigación, las tesis de estudios profesionales de licenciatura, maestría y doctorado, los trabajos de rescate, restauración, conservación, protección y difusión del patrimonio arqueológico, urbanístico, y arquitectónico, así como de bienes muebles. Los reconocimientos se otorgan a las diferentes disciplinas y áreas de trabajo de competencia del Instituto, y cada premio lleva el nombre de un destacado personaje que dedicó su obra al desarrollo del conocimiento en sus respectivas ramas.
Con el transcurrir de los años, el certamen ha experimentado cambios en su estructura y en las categorías premiadas. Algunos premios han dejado de otorgarse, nuevas distinciones se han creado y otras se han asimilado, adaptándose a las dinámicas y transformaciones propias de las ciencias sociales. Premios como el Miguel Othón de Mendizábal, el Manuel Toussaint o el Nicolás León, forman parte de esta tradición que cuenta ya con 27 años de historia, una historia que representa el esfuerzo –siempre inacabado– por celebrar el discurso acerca del hombre y su cultura.

## Categorías
- Premio Alfonso Caso. En el área de Arqueología.
- Premio Wigberto Jiménez Moreno. En el área de Lingüística.
- Premio Fray Bernardino de Sahagún. En las áreas de Etnología y Antropología Social.
- Premio Francisco de la Maza. En las áreas de Restauración y Conservación del Patrimonio Artístico y Urbanístico.
- Premio Francisco Javier Clavijero. En el área de Historia y Etnohistoria.
- Premio Paul Coremans. En las áreas de Restauración y Conservación de Bienes Materiales.
- Premio Miguel Covarrubias. En las áreas de Museográfías e Investigación de Museos.
- Premio Javier Romero Molina. En el área de Antropología Física.